# 湯姆·馬里諾

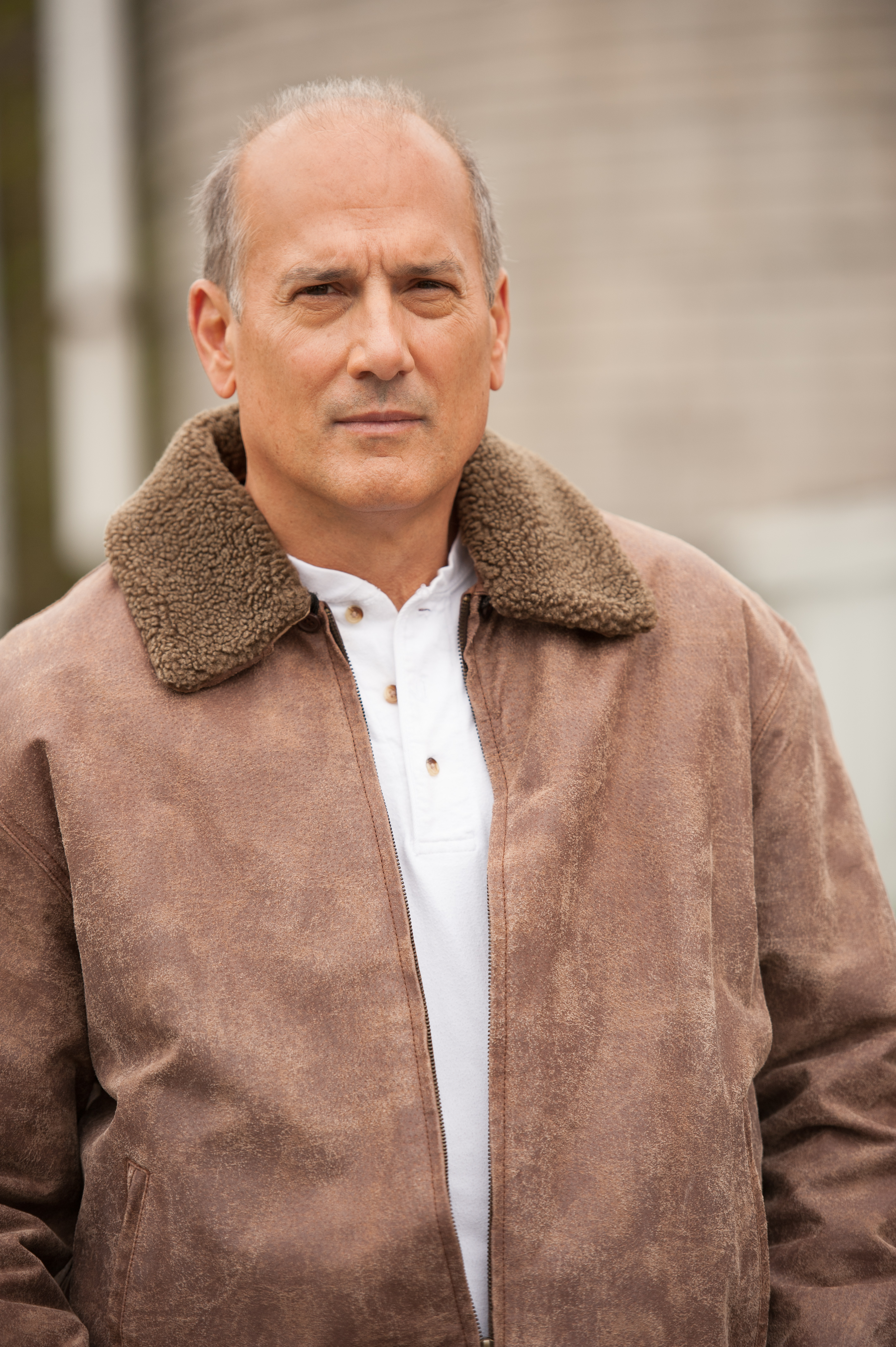

湯姆·馬里諾（英語：Tom Marino；1952年8月13日—）是美國的一位政治人物。自2011年開始，他是賓夕法尼亞州第10選舉區選出的美國眾議院議員。他的黨籍是共和黨。在踏入政壇之前，馬里諾曾經是一位檢察官。